# القمة الخليجية 1985 (مسقط)
القمة الخليجية 6 هي قمة قادة دول مجلس التعاون لدول الخليج العربية عقدت في شهر نوفمبر 1985 في مدينة مسقط في سلطنة عمان. صادقت القمة علي مجموعة من الاستراتيجيات والسياسات المشتركة لتعزيز التعاون بين دول المجلس في المجالات الأمنية والسياسية والزراعية والصناعية والتنموية، إضافة الي استعراضه للوضع العربي العام واتخاذه لعدة قرارات بهذا الصدد.